# 151st Air Refueling Wing

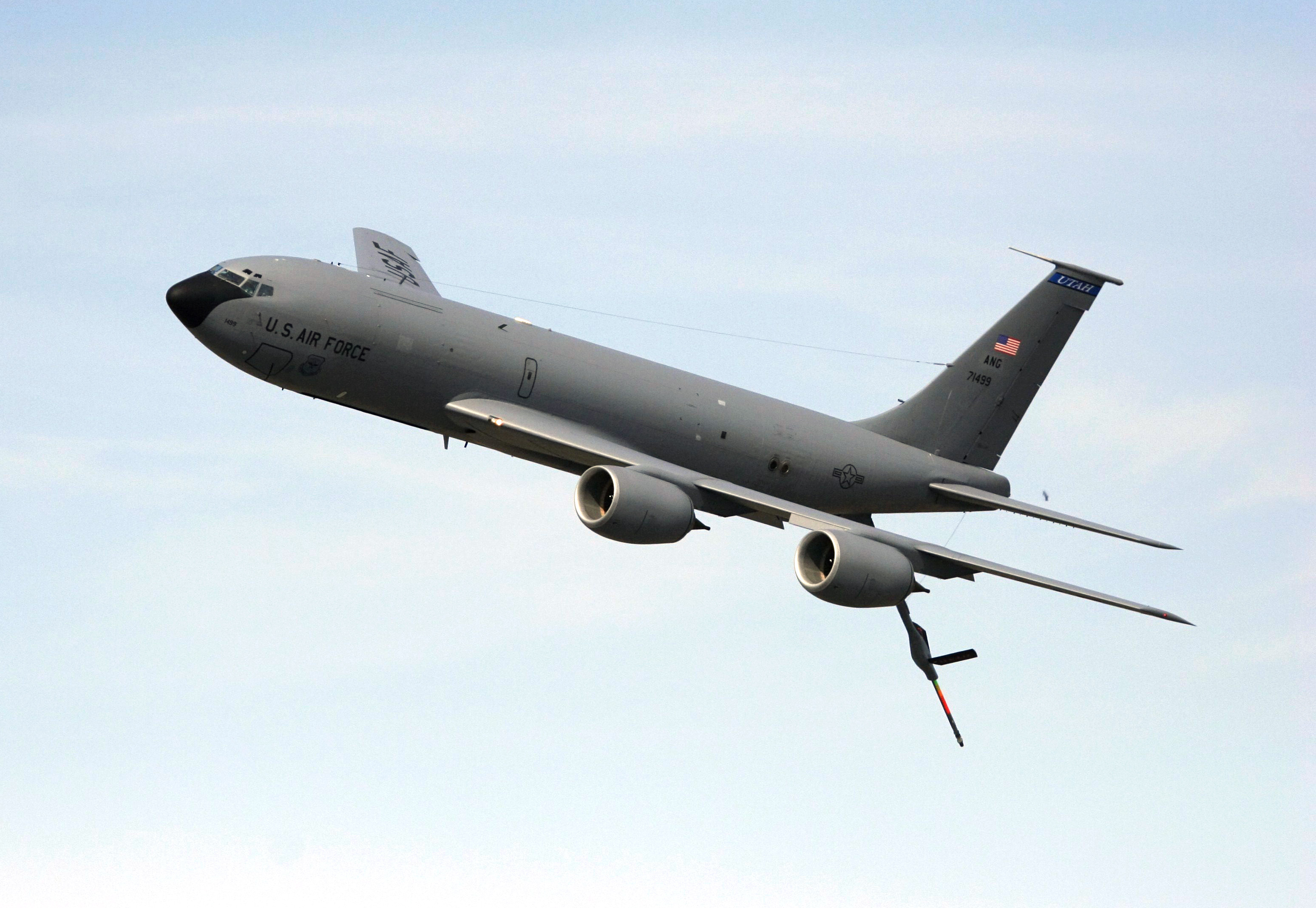
KC-135R dello Stormo

Il 151st Air Refueling Wing è uno Stormo da Rifornimento in volo della Utah Air National Guard. Riporta direttamente all'Air Mobility Command quando attivato per il servizio federale. 
Il suo quartier generale è situato presso la Wright Air National Guard Base, Utah.

## Organizzazione
Attualmente, al settembre 2017, esso controlla:
- 151st Operations Group, striscia di coda blu con scritta UTAH bianca
  - 151st Operations Support Squadron
  -  191st Air Refueling Squadron - Equipaggiato con KC-135R
  - 109th Air Control Squadron
- 151st Maintenance Group
  - 151st Aircraft Maintenance Squadron
  - 151st Maintenance Squadron
  - 151st Maintenance Operations Flight
- 151st Medical Group
  - 151st Medical Squadron
  - 151st Medical Det-1 CERFP
- 151st Mission Support Group
  - 151st Civil Engineering Squadron
  - 151st Security Forces Squadron
  - 151st Logistics Readiness Squadron
  - 151st Force Support Squadron
  - 151st Communications Flight
  - 130th Engineering & Installation Squadron
- 151st Intelligence, Surveillance and Reconnaissance Group
  - 169th Intelligence Squadron
  - 151st Intelligence Support Squadron
- 151st Comptroller Flight